# France Gall
France Gall, nome artístico de Isabelle Geneviève Marie Anne Gall (Paris, 9 de outubro de 1947 — Neuilly-sur-Seine, 7 de janeiro de 2018), foi uma cantora francesa.
Um ídolo da juventude francesa ao longo das décadas de 1960, 70 e 80, a cantora faleceu em 2018, aos 70 anos, em decorrência de um câncer.

## Biografia
Gall foi criada numa família de músicos, o seu avô foi o co-fundador  de uma de formação de jovens cantores chamada "Pequenos Cantores da Cruz de Madeira".
Em 1965, France Gall representou o Luxemburgo no Festival Eurovisão da Canção, cantando Poupée de cire, poupée de son (Boneca de cera, boneca de som) e obteve  a vitória para o Grão-Ducado.
Em 1988,  alcançou outra  vez sucesso em vários países com a canção Ella, Elle l'a.
France Gall foi muito popular em França durante a década de 1960, interpretando canções como Les sucettes de Serge Gainsbourg e o seu sucesso chegou ao Reino Unido.
A sua última aparição pública foi na cerimónia dos Globos de Cristal a 30 de janeiro de 2017 no Lido de Paris.
France Gall, que sofreu vários dramas pessoais, descobriu ter cancro da mama após a morte súbita do seu marido, Michel Berger, falecido em 1992 aos 44 anos devido a um ataque cardíaco. Ela, no entanto, foi operada e logo se recuperou.

## Carreira
Sua família estava profundamente enraizado na música: seu pai Robert Gall escreveu, canções para Charles Aznavour e Édith Piaf. Apoiada por seus pais, deixou a escola com a idade de 15 anos, quando tomou suas primeiras canções. Seguindo o conselho de um técnico, foi escolhido o nome "France", uma vez que o seu primeiro nome, Isabelle, já era conhecido por outra cantora francesa, Isabelle Aubret.
O seu primeiro single, Ne sois pas si bête (Não sejas tão besta) foi um grande sucesso. Seu início de carreira foi especialmente promovido pela familiaridade com o cantor e compositor Serge Gainsbourg.

### Grande Prêmio Eurovisão da Canção de 1965
Em 1965, France Gall foi selecionada para representar Luxemburgo no Grande Prêmio Eurovisão da Canção, em Nápoles. De uma seleção de dez músicas, Poupée de cire, poupée de son, escrita por Serge Gainsbourg, foi a vencedora. Na época, ela tinha um relacionamento com o cantor Claude François (* 1939, † 1978).
Também de Gainsbourg vem a canção ambígua Les Sucettes.  Mais tarde, France Gall disse que ela nunca teria cantado a canção se, naquele tempo, tivesse o conhecimento do verdadeiro significado da música.

### Carreira na Alemanha
Em 1966, France Gall deixou a França e foi para a Alemanha, onde trabalhou juntamente com o maestro Werner Müller, principalmente, mas também com Horst Buchholz e Giorgio Moroder.  Com Zwei Apfelsinen im Haar (sua versão alemã de A Banda, originalmente interpretada por Chico Buarque), recebeu, em 1968, um disco de ouro. Devido à sua popularidade, recebeu, em 1969 e 1971 o bronze e, em 1970,  a prata Bravo Otto na revista juvenil alemã Bravo.
Posteriormente, France Gall admitiu que  o tempo de sua carreira na Alemanha não foi o melhor de sua vida, uma vez que a sua fama e as suas aparições constantes não permitiram que ela tivesse uma juventude normal. Seu alemão bateu estilisticamente em contraste com a sua carreira, mais tarde, na França.
Em 1988, após mais de 15 anos, France Gall conseguiu o seu maior hit na Alemanha com Ella elle l'a ( "Ella, ela tem"), um tributo à cantora de jazz Ella Fitzgerald. Durante quatro semanas, foi a música mais ouvida na Alemanha . Seu ábum foi quinto mais vendido na Alemanha, tendo superado o sucesso na França.
Entre as canções mais famosas do idioma alemão estão Dwei Verliebte zieh’n durch Europa, Unga Katunga, Kilimandscharo, Mein Herz kann man nicht kaufen, Ali Baba und die 40 Räuber, Ein bißchen mogeln in der Liebe, Ich singe meinen Song, Ich hab’ einen Freund in München, Ich bin zuckersüß, Wassermann und Fisch, Links vom Rhein und rechts vom Rhein, Das war eine schöne Party, Wir sind keine Engel, oder Ich liebe dich, so wie du bist.
De 1969 a 1974 namorou com o cantor Julien Clerc (*1947).

## My Way
O compositor e cantor Claude François escreveu, no final de 1966, a música For You, na qual, processou musicalmente o seu relacionamento fracassado com France Gall. Em colaboração com seus colegas compositores Jacques Revaux e o trompetista e compositor Gilles Thibault, em 1967 Claude fez uma fácil modificação na melodia, o que originou a canção Comme d'habitude. My Way, que fez sucesso mundial nas vozes de cantores como Frank Sinatra e Elvis Presley, é uma versão em inglês feita por Paul Anka de Comme d'habitude. 

## Concursos Musicais
1965: 1º Lugar do Festival Eurovisão da Canção, com Poupée de Cire, Poupée de Son.
1968: 3º Lugar do Festival Deutscher Schlager-Wettbewerb, com Der Computer N. 3.
1968: Participou do Festival Star-Und Schlager-Parade, com A Banda.
1969: Participou do Festival Gala-Abend der Schallplatte, com Die Playboys bei den Eskimos.
1969: Participou do Festival dei complessi di Rieti, com Il Mio Amore è Una Ruota.
1969: 3º Lugar do Festival Deutscher Schlager-Wettbewerb, com Bißchen Goethe, Bißchen Bonaparte. 
1969: 6º Lugar do Festival de Sanremo, com La Pioggia.
1970: 11º Lugar, do Festival Deutscher Schlager-Wettbewerb, com Dann schon eher der Piano-Player.

## Discografia

### Disco de 45 rotações
- Ne sois pas si bête (Oct. 1963)
- Laisse tomber les filles (1964)
- Sacré Charlemagne (1964)
- Poupée de cire, poupée de son (1965)
- Attends ou va-t'en (1965)
- Baby pop (1966)
- Les sucettes (1966)
- Bebé requin (1967)
- Toi que je veux (1967)
- La déclaration (1974)
- Comment lui dire ? (1975)
- Donner pour donner (com Elton John, 1980)
- Tout pour la musique (1982)
- Babacar (1987)
- Ella, elle l'a (1987)
- Évidement (1988)
- Laissez passez les rêves (1992)

### Álbuns
- France Gall (1975)
- Dancing disco (1977)
- Tout pour la musique (1981)
- Débranche (1984)
- Babacar (1987)
- Le Tour de France 88 (Live-Álbum, 1988)
- Double jeu (avec Michel Berger 1992)
- France (1995)

### Compilações
- 1990 : Les Années musique — 2 CD, compilation 1974-1988, Warner Music
- 1992 : Poupée de Son — 1 CD, les années Philips 1963-1968, Polydor
- 1992 : Poupée de Son
- 2000 : 1968 — Polydor
- 2001
- 2002 : Best Of — 2 CD, Polydor
- 2003 : France Gall — 2 CD, les années Philips 1963-1968, Polydor
- 2003 : Baby Pop — 1 CD, Polydor
- 2004 : Évidemment — 1 CD, antologia dos anos Berger, Warner Music
- 2005 : Quand on est ensemble — 2 CD,  Warner Music
- 2006 : Gold — 1 CD, Polydor